# Гуселка (село)
Гуселка (рос. Гуселка) — село у Камишинському районі Волгоградської області Російської Федерації.
Населення становить 255  осіб. Входить до складу муніципального утворення Гуселське сільське поселення.

## Історія
Село розташоване у межах українського історичного та культурного регіону Жовтий Клин.
Згідно із законом від 5 березня 2005 року № 1022-ОД органом місцевого самоврядування є Гуселське сільське поселення.

## Населення
| 1887 | 1911  | 2010 | 2012 | 2013 | 2014 | 2015 |
| ---- | ----- | ---- | ---- | ---- | ---- | ---- |
| 5041 | ↗5500 | ↘332 | ↘309 | ↘288 | ↘277 | ↗278 |
| 2016 | 2017  |      |      |      |      |      |
| ↘264 | ↘255  |      |      |      |      |      |